# Municipio de Vandalia
El municipio de Vandalia (en inglés: Vandalia Township) es un municipio ubicado en el condado de Fayette en el estado estadounidense de Illinois. En el año 2010 tenía una población de 6629 habitantes y una densidad poblacional de 72,36 personas por km².

## Geografía
El municipio de Vandalia se encuentra ubicado en las coordenadas 38°57′10″N 89°4′48″O / 38.95278, -89.08000. Según la Oficina del Censo de los Estados Unidos, el municipio tiene una superficie total de 91.62 km², de la cual 90,86 km² corresponden a tierra firme y (0,82 %) 0,75 km² es agua.

## Demografía
Según el censo de 2010, había 6629 personas residiendo en el municipio de Vandalia. La densidad de población era de 72,36 hab./km². De los 6629 habitantes, el municipio de Vandalia estaba compuesto por el 97,16 % blancos, el 0,54 % eran afroamericanos, el 0,23 % eran amerindios, el 0,38 % eran asiáticos, el 0,2 % eran de otras razas y el 1,49 % eran de una mezcla de razas. Del total de la población el 1,33 % eran hispanos o latinos de cualquier raza.